# باشگاه فوتسال کسری گرمدره
باشگاه فوتسال کسری گرمدره یکی از تیم‌های فوتسال ایرانی است. این تیم در رده آقایان حضور دارد، تیم کسری گرمدره ابتدا فعالیت خود را از لیگ دو فوتسال ایران شروع کرد توانست در اولین سال حضور خود در لیگ دو ، قهرمان شود و در لیگ یک فوتسال ایران حضور پیدا کند.

## مدیران ومربیان

### مدیران عامل
| مدیرعامل                   | دوران مدیریت | دوران مدیریت |
| مدیرعامل                   | از           | تا           |
| -------------------------- | ------------ | ------------ |
| خانم مسلمی رئیس هیئت مدیره | ۱۳۹۸         | هم‌اکنون      |
| محمدرضا براتی              | ۱۳۹۸         | هم‌اکنون      |

مربیان
|                   | از   | تا      | سمت    |
| ----------------- | ---- | ------- | ------ |
| مسعود فیروزگاه    | 1401 | 1402    | سرمربی |
| کاظم صادقی        | 1402 | هم‌اکنون | سرمربی |
| مسعود فیروزگاه    | 1402 | هم‌اکنون | مربی   |
| مجید رئیسی        | 1401 | 1402    | مربی   |
| امید رئیسی        | 1401 | هم‌اکنون | مربی   |
| کیانوش برزگرمحمدی | 1401 | هم‌اکنون | مربی   |
| محمدرضا ابوترابی  | 1402 | 1402    | مربی   |

| ردیف | بازیکن           | شماره پیراهن | نقش |
| ---- | ---------------- | ------------ | --- |
| ۱    | پوریا لهرسبی فرد | ۱            | گلر |
| ۲    | سبحان مرادی      | ۲            | گلر |
| ۳    | کسری براتی       | ۲۴           | گلر |
| ۴    | حمیدرضابخشی فرد  | ۶            |     |
| ۵    | سعید نعمتی مقدم  | ۱۰           |     |
| ۶    | امیر عباسیان     | ۱۲           |     |
| ۷    | محمد یار احمدی   | ۱۷           |     |
| ۸    | امیر حسین قاسمی  | ۷            |     |
| ۹    | امیر خالقی       | ۹            |     |
| ۱۰   | محسن رمضانی      | ۷۸           |     |
| ۱۱   | امید صابر        | ۱۱           |     |
| ۱۲   | محسن محمدزاده    | ۱۸           |     |
| ۱۳   | فرزاد صفری       |              |     |
| ۱۴   | متین سفلایی      |              |     |
|      |                  |              |     |

## افتخارات
- قهرمان لیگ دوم فوتسال ایران صعود به لیگ یک فوتسال ایران[۵][۶][۷]